# FC Samgurali Tskhaltubo
El FC Samgurali Tskhaltubo (en georgiano: ს.კ. სამგურალი წყალტუბო) es un equipo de fútbol de Georgia que juega en la Pirveli Liga, la segunda división de fútbol en el país.

## Historia
Fue fundado en el año 1945 en la ciudad de Tskhaltubo y durante el periodo de la República Socialista Soviética de Georgia el equipo fue campeón de la Umaglesi Liga en 3 ocasiones y ganó la Copa de Georgia en dos ocasiones, todas en la década de los años 1980, con lo que fue uno de los equipos más poderosos de Georgia durante esa década.
Tras la caída de la Unión Soviética y la independencia de Georgia, el club se convirtió en uno de los equipos fundadores de la Umaglesi Liga en el año 1990, habiendo participado en ella en varias temporadas, aunque su récord histórico en la liga es perdedor.

## Palmarés

### RSS Georgia
- Georgian Soviet Championship: 3

1983, 1985, 1989
- Georgian Soviet Cup: 2

1988, 1989

### GeorgiaGeorgia
- Pirveli Liga: 1

1996